# Villa Unión, Coahuila
Villa Unión är en kommunhuvudort i Mexiko.   Den ligger i kommunen Villa Unión och delstaten Coahuila, i den norra delen av landet, 1 000 km norr om huvudstaden Mexico City. Villa Unión ligger 385 meter över havet och antalet invånare är 5 380.
Terrängen runt Villa Unión är platt.  Trakten runt Villa Unión är nära nog obefolkad, med mindre än två invånare per kvadratkilometer. Närmaste större samhälle är Allende, 18,0 km nordväst om Villa Unión. Trakten runt Villa Unión består i huvudsak av gräsmarker.